# Code-barres EAN
Pour les articles homonymes, voir EAN et IAN.

Le code EAN (European Article Numbering) est un code-barres utilisé par le commerce et l'industrie conformément aux spécifications d’EAN International, organisme aujourd'hui renommé GS1. Il est aussi connu en France sous le nom de Gencod, à tort puisque Gencod était le nom de l'organisme français chargé de sa régulation nationale.

Code EAN 13.

Historiquement, le code EAN est dérivé du code universel des produits (UPC, ou Universal Product Code) développé dans les années 1970 par George Laurer.
La dénomination actuelle est GTIN (Global Trade Item Number).

## Description sommaire
EAN est un système global destiné à l'identification univoque d'objets. Le code UPC, précurseur des codes EAN, a été englobé dans ces derniers simplement en ajoutant un préfix qui va de 0 à 9, le chiffre 0 (zéro) étant réservé aux codes UPC. Le système UPC s'est rallié au système EAN en décembre 1976.
Le numéro EAN identifie des articles ou des unités logistiques de façon unique. Codé sous forme de codes à barres, le numéro EAN peut être lu par un lecteur spécifique, dit lecteur de codes-barres. Le numéro EAN constitue la base de contrôle du flux des marchandises, du fabricant jusqu'au consommateur final.
L'EAN est composé de 8, 13 ou 128 chiffres représentés sous forme de séquences de barres noires et blanches formant un code à barres.

Code EAN 8.

Ce type de code à barres se trouve sur presque la totalité des produits courants (alimentation, vêtements, pharmacies, papeterie, électroménager, etc.). Le code est lu lors du passage aux caisses des commerces et plus généralement au moyen de lecteurs de code à barres qui peuvent être disposés dans les grandes surfaces, à la disposition des clients comme au service des caisses.

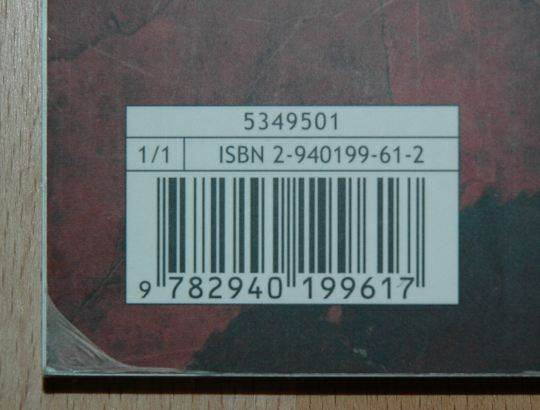
Code EAN 13 au dos d'un ancien livre publié avant 2007, sous son code ISBN 10 correspondant.

Il existe des codes EAN 8 et des codes EAN 13, composés respectivement de 8 ou 13 chiffres :
- les codes EAN 8 sont réservés à l'usage sur des produits de petite taille (paquets de cigarettes par exemple) ;
- les codes EAN 13 sont utilisés dans les domaines alimentaire et non-alimentaire ;
- Le Code 128 (anciennement EAN 128) est un code-barres qui encode plusieurs informations numériques et alphanumériques structurées par la présence d'identifiants d'application (AI); l'AI (01) indique la présence d'un GTIN sur 14 positions, l'AI (21) un numéro de série jusqu'à 20 caractères, etc. . Il est essentiellement utilisé pour la logistique et certains produits de santé.

Le système des codes EAN, comme tous les systèmes de codes à barres, fait appel à des notions d'arithmétique modulaire. Sa structure tient compte des contraintes physiques liées aux conditions de leur impression et de leur lecture.
Chacun des chiffres composant l’EAN peut, selon sa position dans le code, avoir trois représentations distinctes nommées :
- élément A,
- élément B,
- élément C.

Les éléments B ne sont utilisés que pour certains types de codes basés sur EAN, quand le nombre de chiffres est suffisant. Ils permettent dans certaines conditions de coder un (voire plusieurs) chiffre(s) supplémentaire(s) sans élargir le code-barres, tout en respectant les mêmes contraintes de lecture.
Les barres verticales noires et blanches utilisées sont des Codes Linéaires dont les barres élémentaires sont toutes de même largeur, dite largeur élémentaire ou module.
Il en résulte que les largeurs des barres verticales sont toutes des multiples de ce module :
- une barre de largeur 1 correspond à une seule barre élémentaire ;
- une barre de largeur 2 correspond à 2 barres élémentaires de même couleur ;
- une barre de largeur 3 correspond à 3 barres élémentaires de même couleur ;
- une barre de largeur 4 correspond à 4 barres élémentaires de même couleur ;

Les codes à barres sont destinés à être lus à des distances différentes, et donc les lecteurs ne mesurent pas la largeur réelle des barres, mais leurs largeurs relatives, en détectant uniquement les zones de transition selon leur propre référence de mesure.
Cela induit des contraintes élevées sur le codage, car ces lecteurs n’ont au départ aucune information sur la largeur élémentaire utilisée dans le codage. Ils doivent donc la déduire de ce qu’ils captent, et être en mesure de déterminer si ce qu’ils ont détecté correspond à la réalité du codage initial. Par conséquent, le codage intègre plusieurs points de contrôle permettant de régler automatiquement le lecteur aux particularités du support où ces codes à barres sont imprimés, et de vérifier la qualité de cette lecture dans les conditions variables où le lecteur sera utilisé.

## Éléments EAN
Les éléments EAN se caractérisent par une succession de quatre barres (deux barres claires qui alternent avec deux barres sombres) dont la somme des largeurs vaut toujours 7 modules. Il y a donc au total 7 barres élémentaires dans un élément. Chacune de ces barres est elle-même constituée de la juxtaposition de 1 à 4 barres élémentaires de même couleur.
Chaque élément peut être représenté en binaire par une suite de 7 bits : 

un X ou 1 correspondant à une barre élémentaire noire, 

un _ ou 0 correspondant à une barre élémentaire blanche
Voici les représentations des 10 chiffres comme éléments A, B ou C :

Les éléments ci-dessus peuvent aussi être représentés sous la forme équivalente suivante où seules les largeurs des quatre barres successives (décrites de gauche à droite) sont indiquées (les éléments A et C se distinguent uniquement par la couleur de la première barre) :
| chiffre | élément A ou C | élément B |
| ------- | -------------- | --------- |
| 0       | 3211           | 1123      |
| 1       | 2221           | 1222      |
| 2       | 2122           | 2212      |
| 3       | 1411           | 1141      |
| 4       | 1132           | 2311      |
| 5       | 1231           | 1321      |
| 6       | 1114           | 4111      |
| 7       | 1312           | 2131      |
| 8       | 1213           | 3121      |
| 9       | 3112           | 2113      |

### Remarques
La structure du code permet de reconnaître facilement le type d'un élément par sa parité (à savoir si le nombre de 1 est pair ou impair) et par son premier ou son dernier bit :
- parité impaire, commence par 0, se termine par 1 → élément A
- parité paire, commence par 0, se termine par 1 → élément B
- parité paire, commence par 1, se termine par 0 → élément C
- parité impaire, commence par 1, se termine par 0 → élément incorrect

Les codages B et C d'un même chiffre (donc situés ci-dessus sur la même ligne du premier tableau) sont toujours symétriques l'un de l'autre.
- Il en résulte que si le code est lu à l'envers, un élément de type B apparaît comme un élément de type C et un élément de type C apparaît de type B.
- Par contre un élément de type A lu à l'envers est incorrect. Il y a donc toujours au moins un élément de type A dans le code afin de déterminer le sens de lecture : pour le code EAN-8 ce sont tous les éléments de gauche, et pour le code EAN-13, le deuxième élément est toujours de type A.

Le codage d'un même chiffre comme élément C est toujours le complément de son codage comme élément A (les 1 et les 0 sont permutées).
- il en résulte que si un élément qui devrait être de type A est de type C, c'est que les couleurs sont inversées : blanc → 1 et noir → 0

Il découle des remarques précédentes que le codage EAN permet de lire le code :
- quel que soit le sens de lecture (c'est pourquoi on peut, à une caisse de supermarché, présenter un produit dans n'importe quelle position) ;
- quelle que soit la couleur d'impression du code-barres (blanc sur fond noir, ou noir sur fond blanc par exemple).

Le codage EAN peut permettre de différencier 10 caractères distincts (ici, ce sont les dix chiffres de 0 à 9) ; en revanche, elle ne pourrait pas servir à coder des caractères supplémentaires (donc pas de lettre) ; en effet les 20 groupes de 4 chiffres figurant dans le deuxième tableau représentent exactement l'ensemble des 20 permutations possibles de 4 chiffres non nuls telles que la somme de ces chiffres soit égale à 7 :
- ceci a un lien avec p4(7), le symbole pk(n) correspondant à la fonction partage d'un entier ; en effet
- p4(7) vaut 3 et
- l'on ne peut écrire 7 - sous la forme d'une somme de 4 entiers positifs - que de 3 façons différentes : 
 7 = 4 + 1 + 1 + 1 = 3 + 2 + 1 + 1 = 2 + 2 + 2 + 1

Ces 3 "façons" générant respectivement, par permutation de leurs 4 chiffres, les 4 + 12 + 4 variantes suivantes : 

4+1+1+1 = 1+4+1+1 = 1+1+4+1 = 1+1+1+4 

3+2+1+1 = 3+1+2+1 = 3+1+1+2 = 2+3+1+1 = 2+1+3+1 = 2+1+1+3 = 1+3+2+1 = 1+2+3+1 = 1+1+3+2 = 1+1+2+3 = 1+2+1+3 = 1+3+1+2 

2+2+2+1 = 2+2+1+2 = 2+1+2+2 = 1+2+2+2

## Éléments spéciaux EAN
En plus des éléments servant à coder les chiffres, les codes EAN contiennent des éléments de zones de garde, permettant de « calibrer » les lecteurs de code-barres, à savoir deux zones de garde normales latérales et une zone de garde centrale obligatoire séparant les types d'éléments codants autorisés de part et d'autre de celle-ci.

### Zone de garde normale
La zone de garde normale (normal guard) est composée d'une bande noire, d'une bande blanche et d'une bande noire, et est située généralement à chacune des extrémités du code (début et fin).
```
zone de garde normale :   [101]
```

Ce codage impose que les éléments qui suivent la zone de garde de début ne peuvent être que de type A ou B (ou une zone de garde centrale) pour ne pas accoler des modules de même couleur élargissant une barre noire ou blanche. De même il impose que les éléments qui précèdent la zone de garde de fin ne peuvent être que de type C (ou une zone de garde centrale).
Le codage complet nécessite également d'inclure une marge d'au moins deux modules nuls [00] de chaque côté du code-barres complet pour identifier correctement la zone de garde.
La lecture du code barre se fait de façon différentielle en balayant le code dans un sens quelconque avec un pinceau laser au moins deux fois plus fin que les largeurs de barres imprimées mais plus large que les imperfections d'impression, afin de détecter les points de contraste qui provoquent deux pics de signal très rapprochés (un pic positif et un pic négatif), puis en ne tenant compte que des pics positifs (Cela permet de lire un code dont les couleurs seraient inversées et pas parfaitement blanches et noires).
Le calibrage se fait ensuite en mesurant le temps avec une horloge de fréquence élevée (au moins deux fois supérieure à celle séparant le passage du laser d'un module à l'autre) les pics de signal qui doivent se situer dans des intervalles de tolérance. La lecture est possible malgré les imperfections de géométrie du support (non parfaitement plat) et même quand celui-ci est en mouvement (avec une vitesse à peu près stable par rapport au lecteur).
Du fait de la présence des marges, des zones de garde et des contraintes de type d'élément codés à côté, il y aura toujours au moins la séquence [001010] en tête de code créant quatre points de contraste à distance égale : un début de code est détecté et calibre la lecture du reste du code lorsque les trois intervalles de temps mesurés entre ces quatre points de contraste sont à peu près égaux (avec une marge de tolérance), ce qui permet ensuite de détecter les autres points de contraste de la totalité du code.
La lecture est validée dans un premier temps lorsque les zones de garde médianes et finales sont détectées à une distance égale à un multiple connu du calibrage initial (avec une tolérance dépendant de la longueur maximale du code entre les zones de garde) et que les autres éléments codants (entre les zones de garde) ont des points de contraste également détectés à ces multiples du temps de calibrage mesuré sur les barres les plus fines des zones de garde.

### Zone de garde centrale
La zone de garde centrale (central guard) ou zone médiane est composée d'une bande blanche, d'une bande noire, d'une bande blanche, d'une bande noire et d'une bande blanche et est située généralement au centre du code.
```
 zone de garde centrale :  [01010]
```

Ce codage impose que les éléments qui précèdent la zone de garde centrale ne peuvent être que de type A ou B (ou la zone de garde initiale) pour ne pas accoler les barres de même couleur. De même il impose que les éléments qui suivent la zone de garde centrale ne peuvent être que de type C (ou la zone de garde finale).
Et on ne peut pas accoler deux zones de gardes normales sans y insérer au moins une zone de garde centrale (pour produire le code barre vide [101][01010][101]), les autres éléments codants étant placés d'un côté ou l'autre de la zone de garde centrale. Dans les codes-barres EAN standards, le nombre d'éléments codants de type A ou B placés avant la zone de garde centrale devrait correspondre au nombre d'éléments codants de type C placés après la zone de garde centrale, mais ce n'est pas une nécessité de codage puisque ces nombres déterminent un sous-type de code EAN (les sous-types sont de forme 4+4 éléments ou 6+6 éléments).
De plus le choix des éléments de type A ou B dans la première partie du code (avant la zone de garde centrale) peut être utilisé pour coder une information supplémentaire non codée dans les éléments individuels A ou B de la première partie du code EAN. Ceci n'est pas utilisé pour les codes EAN-8 standards de forme 4+4 (bien que cela permettrait de coder jusqu'à 16 symboles différents avec les 4 premiers éléments A ou B) ; mais cette possibilité est utilisée pour les codes standards EAN-13 de forme 6+6 (qui permettrait de coder jusqu'à 64 symboles différents avec les 6 premiers éléments A ou B, mais cette possibilité n'est utilisée que pour coder un seul chiffre décimal).

## Codes EAN 8
- une zone de garde normale
- le 1er chiffre sous la forme d'un élément A
- le 2e chiffre sous la forme d'un élément A
- le 3e chiffre sous la forme d'un élément A
- le 4e chiffre sous la forme d'un élément A
- une zone de garde centrale
- le 5e chiffre sous la forme d'un élément C
- le 6e chiffre sous la forme d'un élément C
- le 7e chiffre sous la forme d'un élément C
- le 8e chiffre sous la forme d'un élément C
- une zone de garde normale

Exemple : "9000-6323" se codera ainsi :
| "     | 9       | 0       | 0       | 0       | -      | 6       | 3       | 2       | 3       | "   |
| 101   | 0001011 | 0001101 | 0001101 | 0001101 | 01010  | 1010000 | 1000010 | 1101100 | 1000010 | 101 |
| début | type A  | type A  | type A  | type A  | milieu | type C  | type C  | type C  | type C  | fin |

## Codes EAN 13
Les codes EAN 13 sont composés de 13 chiffres.
La séquence des barres est alors :
- une zone de garde normale
- le 2e chiffre sous la forme d’un élément A
- le 3e chiffre sous la forme d’un élément A ou d'un élément B
- le 4e chiffre sous la forme d’un élément A ou d'un élément B
- le 5e chiffre sous la forme d’un élément A ou d'un élément B
- le 6e chiffre sous la forme d’un élément A ou d'un élément B
- le 7e chiffre sous la forme d’un élément A ou d'un élément B
- une zone de garde centrale
- le 8e chiffre sous la forme d’un élément C
- le 9e chiffre sous la forme d’un élément C
- le 10e chiffre sous la forme d’un élément C
- le 11e chiffre sous la forme d’un élément C
- le 12e chiffre sous la forme d’un élément C
- le 13e chiffre sous la forme d’un élément C (chiffre contrôle)
- une zone de garde normale

## Codes EAN 13+2 et EAN 13+5
Les codes EAN 13 peuvent être suivis d'un « add-on » (complément) de 2 ou 5 chiffres, notamment sur les livres et magazines. La suite de cette section décrit ce « complément ».
Les chiffres de ce supplément sont codés comme des éléments A ou B, suivant la valeur d'une somme de
contrôle qu'il faut calculer en utilisant un modulo. Dans ce qui suit
on notera x % m (lire " x modulo m") le reste de la division de x par m.
Pour plus de détails, voir : Modulo (informatique) :

### Supplément à 2 chiffres
Calcul somme de contrôle :
Soit X la valeur du supplément.
La somme de contrôle est X % 4
Exemple :

Soit le supplément X = 35 

Somme de contrôle = 35 % 4 = 3
Ensuite, suivant la valeur de cette somme de contrôle, les chiffres sont codés d'après la table suivante :
| Somme de contrôle | premier chiffre | second chiffre |
| ----------------- | --------------- | -------------- |
| 0                 | A               | A              |
| 1                 | A               | B              |
| 2                 | B               | A              |
| 3                 | B               | B              |

### Supplément à 5 chiffres
Calcul somme de contrôle :
Soit X la somme des chiffres de rang pairs
et Y la somme des chiffres de rang impairs.
Calculons Z = 9 x +3 y
La somme de contrôle est Z % 10
Exemple : 

Soit le supplément = 12345 

x = 2 + 4 = 6 

et y = 1 + 3 + 5 = 9 

donc z = 9 * 6 + 3 * 9 = 81 

Somme de contrôle = 81 % 10 = 1
| Somme de contrôle | premier chiffre | second chiffre | troisième chiffre | quatrième chiffre | cinquième chiffre |
| ----------------- | --------------- | -------------- | ----------------- | ----------------- | ----------------- |
| 0                 | B               | B              | A                 | A                 | A                 |
| 1                 | B               | A              | B                 | A                 | A                 |
| 2                 | B               | A              | A                 | B                 | A                 |
| 3                 | B               | A              | A                 | A                 | B                 |
| 4                 | A               | B              | B                 | A                 | A                 |
| 5                 | A               | A              | B                 | B                 | A                 |
| 6                 | A               | A              | A                 | B                 | B                 |
| 7                 | A               | B              | A                 | B                 | A                 |
| 8                 | A               | B              | A                 | A                 | B                 |
| 9                 | A               | A              | B                 | A                 | B                 |

Un supplément débute par un délimiteur spécial de quatre modules dont la formule est
- 1011 et
- chaque caractère, sauf le dernier, est suivi d'un séparateur de formule 01.

## Code EAN128 ou GS1-128
Le code EAN128 a changé de dénomination pour GS1-128 car, finalement, elle n'a pas grand-chose en commun avec les codes EAN8 ou EAN13.
En effet ce code utilise la symbologie Code 128 et fait partie de la codification normalisée Codes GS1.
Ce code est utilisé en logistique sur les colis, les palettes ou autres sur des étiquettes dites « SSCC ».

## Pays
Les trois premiers chiffres de l'EAN indiquent dans quel pays l'entreprise est membre du système EAN. Ils n'indiquent pas toujours le pays de production, il peut s'agir du pays où est situé le siège social de l'entreprise ou l'un de ses sièges sociaux.
L'organisme de régulation national est chargé de l'octroi des numéros de membres pour chacun des pays. Le numéro de membre est le code à cinq chiffres qui suit l'identifiant du pays (son premier chiffre est le dernier de celui du pays).
La liste ci-dessous donne la correspondance entre les premiers chiffres et les pays ainsi que les détails de leur régulation nationale (information ou organisme de régulation).
| code                                | diffusion              | URL de l'organisme de régulation national                                                   |
| ----------------------------------- | ---------------------- | ------------------------------------------------------------------------------------------- |
| 0000000                             | Entreprise             | Utilisé pour émettre des Numéros à Diffusion Restreinte au sein d'une entreprise.           |
| 0000001 à 0000099                   | Réservée               | Non utilisés pour éviter toute collision avec le GTIN-8/EAN-8                               |
| 00001 à 00009 0001 à 0009 001 à 019 | États-Unis             | http://www.gs1us.org/                                                                       |
| 020 à 029                           | Régionale              | Utilisés pour émettre des Numéros à Diffusion Restreinte au sein d'une région géographique. |
| 030 à 039                           | États-Unis             | http://www.gs1us.org                                                                        |
| 040 à 049                           | Entreprise             | Utilisés pour émettre des Numéros à Diffusion Restreinte au sein d'une entreprise.          |
| 050 à 059                           | États-Unis             | Réservés pour une utilisation future. http://www.gs1us.org                                  |
| 060 à 139                           | États-Unis             | http://www.gs1us.org                                                                        |
| 200 à 299                           | Régionale              | Utilisés pour émettre des Numéros à Diffusion Restreinte au sein d'une région géographique. |
| 300 à 379                           | France                 | http://www.gs1.fr                                                                           |
| 380                                 | Bulgarie               | http://www.gs1bg.org                                                                        |
| 383                                 | Slovénie               | http://www.gs1si.org                                                                        |
| 385                                 | Croatie                | http://www.gs1hr.org                                                                        |
| 387                                 | Bosnie-Herzégovine     | http://www.gs1bih.org                                                                       |
| 389                                 | Monténégro             | http://www.gs1.me                                                                           |
| 400 à 440                           | Allemagne              | http://www.gs1-germany.de                                                                   |
| 450 à 459                           | Japon                  | http://www.dsri.jp & http://www.gs1jp.org                                                   |
| 460 à 469                           | Russie                 | http://www.gs1ru.org                                                                        |
| 470                                 | Kirghizistan           | http://www.gs1kg.org                                                                        |
| 471                                 | Taïwan                 | http://www.gs1tw.org                                                                        |
| 474                                 | Estonie                | http://www.gs1ee.org                                                                        |
| 475                                 | Lettonie               | http://gs1lv.org                                                                            |
| 476                                 | Azerbaïdjan            | http://www.gs1az.org                                                                        |
| 477                                 | Lituanie               | http://www.gs1lt.org                                                                        |
| 478                                 | Ouzbékistan            | http://www.gs1uz.org                                                                        |
| 479                                 | Sri Lanka              | http://www.gs1lanka.org                                                                     |
| 480                                 | Philippines            | http://www.gs1ph.org                                                                        |
| 481                                 | Biélorussie            | http://gs1by.by                                                                             |
| 482                                 | Ukraine                | http://gs1ua.org/ua                                                                         |
| 483                                 | Turkménistan           | http://gs1tm.org                                                                            |
| 484                                 | Moldavie               | http://www.gs1md.org                                                                        |
| 485                                 | Arménie                | http://www.gs1am.org                                                                        |
| 486                                 | Géorgie                | http://www.gs1ge.org                                                                        |
| 487                                 | Kazakhstan             | http://www.gs1.kz                                                                           |
| 488                                 | Tadjikistan            | http://www.gs1tj.org                                                                        |
| 489                                 | Hong Kong              | http://www.gs1hk.org                                                                        |
| 490 à 499                           | Japon                  | http://www.dsri.jp & http://www.gs1jp.org                                                   |
| 500 à 509                           | Royaume-Uni            | http://www.gs1uk.org                                                                        |
| 520 et 521                          | Grèce                  | http://www.gs1greece.org                                                                    |
| 528                                 | Liban                  | http://www.gs1lb.org                                                                        |
| 529                                 | Chypre                 | http://www.gs1cy.org                                                                        |
| 530                                 | Albanie                | http://www.gs1al.org                                                                        |
| 531                                 | Macédoine              | http://www.gs1mk.org.mk                                                                     |
| 535                                 | Malte                  | http://www.gs1mt.org                                                                        |
| 539                                 | Irlande                | http://www.gs1ie.org                                                                        |
| 540 à 549                           | Belgique & Luxembourg  | http://www.gs1belu.org                                                                      |
| 560                                 | Portugal               | http://www.gs1pt.org                                                                        |
| 569                                 | Islande                | http://www.gs1.is                                                                           |
| 570 à 579                           | Danemark               | http://www.gs1.dk                                                                           |
| 590                                 | Pologne                | http://www.gs1pl.org                                                                        |
| 594                                 | Roumanie               | http://www.gs1ro.org                                                                        |
| 599                                 | Hongrie                | http://www.gs1hu.org                                                                        |
| 600 et 601                          | Afrique du Sud         | http://www.gs1za.org                                                                        |
| 603                                 | Ghana                  | http://www.gs1gh.org                                                                        |
| 604                                 | Sénégal                | http://www.gs1senegal.org                                                                   |
| 608                                 | Bahreïn                | http://www.gs1bh.org                                                                        |
| 609                                 | Île Maurice            | http://www.gs1mu.org                                                                        |
| 611                                 | Maroc                  | http://www.gs1ma.org                                                                        |
| 613                                 | Algérie                | http://www.gs1.dz                                                                           |
| 615                                 | Nigéria                | http://www.gs1-nigeria.org                                                                  |
| 616                                 | Kenya                  | http://www.gs1kenya.org                                                                     |
| 618                                 | Côte d'Ivoire          | http://www.gs1ci.org                                                                        |
| 619                                 | Tunisie                | http://www.gs1tn.org                                                                        |
| 620                                 | Tanzanie               | http://www.gs1tz.org                                                                        |
| 621                                 | Syrie                  | http://www.gs1sy.org                                                                        |
| 622                                 | Égypte                 | http://www.gs1eg.org                                                                        |
| 623                                 | Brunei                 | http://www.gs1bn.org                                                                        |
| 624                                 | Libye                  | http://www.gs1ly.org                                                                        |
| 625                                 | Jordanie               | http://www.gs1jo.org.jo                                                                     |
| 626                                 | Iran                   | http://www.gs1ir.org                                                                        |
| 627                                 | Koweït                 | http://www.gs1kw.org                                                                        |
| 628                                 | Arabie Saoudite        | http://www.gs1.org.sa                                                                       |
| 629                                 | Émirats arabes unis    | http://www.gs1ae.org                                                                        |
| 640 à 649                           | Finlande               | http://www.gs1.fi                                                                           |
| 690 à 699                           | Chine                  | http://www.gs1cn.org                                                                        |
| 700 à 709                           | Norvège                | http://www.gs1.no                                                                           |
| 729                                 | Israël                 | http://www.gs1il.org                                                                        |
| 730 à 739                           | Suède                  | http://www.gs1.se                                                                           |
| 740                                 | Guatemala              | http://www.gs1gt.org                                                                        |
| 741                                 | Salvador               | http://www.gs1sv.org                                                                        |
| 742                                 | Honduras               | http://www.gs1hn.org                                                                        |
| 743                                 | Nicaragua              | http://www.gs1ni.org/home.htm                                                               |
| 744                                 | Costa Rica             | http://www.gs1cr.org                                                                        |
| 745                                 | Panama                 | http://www.gs1pa.org                                                                        |
| 746                                 | République Dominicaine | http://www.gs1rd.org.do                                                                     |
| 750                                 | Mexique                | http://www.gs1mexico.org                                                                    |
| 754 et 755                          | Canada                 | http://www.gs1ca.org                                                                        |
| 759                                 | Venezuela              | http://www.gs1ve.org                                                                        |
| 760 à 769                           | Suisse                 | http://www.gs1.ch                                                                           |
| 770 et 771                          | Colombie               | http://www.gs1co.org                                                                        |
| 773                                 | Uruguay                | http://www.gs1uy.org                                                                        |
| 775                                 | Pérou                  | http://www.gs1pe.org                                                                        |
| 777                                 | Bolivie                | http://www.gs1.org.bo                                                                       |
| 778 à 779                           | Argentine              | http://www.gs1.org.ar                                                                       |
| 780                                 | Chili                  | http://www.gs1chile.org                                                                     |
| 784                                 | Paraguay               | http://www.gs1py.org                                                                        |
| 786                                 | Équateur               | http://www.gs1ec.org                                                                        |
| 789 et 790                          | Brésil                 | http://www.gs1br.org                                                                        |
| 800 à 839                           | Italie                 | http://www.gs1it.org                                                                        |
| 840 à 849                           | Espagne                | http://www.gs1es.org                                                                        |
| 850                                 | Cuba                   | http://www.gs1cu.org                                                                        |
| 858                                 | Slovaquie              | http://www.gs1sk.org                                                                        |
| 859                                 | République tchèque     | http://www.gs1cz.org                                                                        |
| 860                                 | Serbie                 | http://www.gs1yu.org                                                                        |
| 865                                 | Mongolie               | http://www.gs1mn.org                                                                        |
| 867                                 | Corée du Nord          |                                                                                             |
| 868 et 869                          | Turquie                | http://www.gs1tr.org                                                                        |
| 870 à 879                           | Pays-Bas               | http://www.gs1.nl                                                                           |
| 880                                 | Corée du Sud           | http://www.gs1kr.org                                                                        |
| 884                                 | Cambodge               | http://gs1cambodia.org                                                                      |
| 885                                 | Thaïlande              | http://www.gs1thailand.org                                                                  |
| 888                                 | Singapour              | http://www.gs1.org.sg                                                                       |
| 890                                 | Inde                   | http://www.gs1india.org                                                                     |
| 893                                 | Viêt Nam               | http://gs1.org.vn                                                                           |
| 896                                 | Pakistan               | http://www.gs1pk.org                                                                        |
| 899                                 | Indonésie              | http://www.gs1id.org                                                                        |
| 900 à 919                           | Autriche               | http://www.gs1.at                                                                           |
| 930 à 939                           | Australie              | http://www.gs1au.org                                                                        |
| 940 à 949                           | Nouvelle-Zélande       | http://www.gs1nz.org                                                                        |
| 950 à 952                           | Réservée               |                                                                                             |
| 955                                 | Malaisie               | http://www.gs1my.org                                                                        |
| 958                                 | Macao                  | http://www.gs1mo.org                                                                        |
| 960 à 969                           | Réservée               |                                                                                             |
| 977                                 | ISSN périodiques       | http://www.issn.org                                                                         |
| 978 et 979                          | ISBN livres            | http://www.isbn-international.org                                                           |

## Obtenir des codes-barres EAN
Il y a différents moyens d'obtenir des codes-barres EAN.
- L'adhésion avec frais récurrents par abonnement annuel via GS1 France. L'entreprise loue les codes à GS1 et est alors obligée de payer des frais annuels pour continuer à les utiliser.
- L'achat de codes via un revendeur directement. Ces revendeurs tels que Codes à barres France, revendent des codes vierges de toute utilisation ayant appartenu à une entreprise avant 2002[6],[7]. Ces revendeurs ne facturent pas de frais supplémentaires, l'acheteur devient propriétaire des codes et n'est donc pas redevable d'un abonnement.